# Veazova, Jovkva
Veazova (în ucraineană В'язова) este un sat în comuna Turînka din raionul Jovkva, regiunea Liov, Ucraina.

## Demografie
Componența lingvistică a localității Veazova
     Ucraineană (99,71%)
     Alte limbi (0,29%)
Conform recensământului din 2001, majoritatea populației localității Veazova era vorbitoare de ucraineană (99,71%), existând în minoritate și vorbitori de alte limbi.